# 倉持麟太郎
倉持 麟太郎（くらもち りんたろう、1983年〈昭和58年〉1月16日 - ）は、日本の弁護士。第二東京弁護士会所属。弁護士法人Next代表弁護士。弁護の専門分野は離婚・男女問題・企業法務。

## 経歴・人物

### 生い立ち
東京都渋谷区出身。慶應義塾大学の在学中、駒村圭吾に出会い、駒村ゼミの2期生となった。2005年に同慶應義塾大学法学部法律学科を卒業、2008年に中央大学法科大学院を修了した。
2012年に司法修習修了後に弁護士登録し、弁護士法人仁平総合法律事務所に所属。2014年11月に同所を退所し独立、川邉賢一郎ら、同期の弁護士3名で「弁護士法人Next」を開設した。2015年4月に結婚、同年男子が生まれた。
慶應義塾大学大学院法務研究科非常勤講師（憲法）・東京雇用労働相談センター担当弁護士・日本弁護士連合会憲法問題対策本部幹事・第二東京弁護士会憲法問題検討委員会幹事などを務める傍ら、TOKYO MXの『モーニングCROSS』内で日替わりのコメンテーターとして出演した。
2016年10月3日、漫画家で評論家の小林よしのりが主催する討論会『ゴー宣道場』の師範（講師）の1人になったことを、ゴー宣道場公式ホームページ内のブログで報告した。2017年4月頃、「弁護士法人Next」代表に就任。

### 山尾志桜里との関わり
2017年8月14日、妻が「左脳大脳動脈狭窄症」と診断される。妻は倉持のすすめで翌15日から仕事を休み、長男を連れて実家で療養生活に入った。9月1日に行われた民進党代表選挙で前原誠司が当選。翌2日、前原は山尾志桜里衆議院議員を党幹事長に内定。同日、倉持は名古屋市中区栄で開かれた「山尾しおりとあなたの納涼まつり」に参加。終了後、倉持と山尾は新幹線に乗って帰京し、品川区のホテルに宿泊した。翌3日夜、都内で山尾といるところを写真に撮られ、「週刊文春」の取材を受けた。9月4日、倉持は妻に「自分は狙われ、ハメられた。政治に深入りし過ぎた。山尾さんは40代でいい年齢なので、相手として作られてしまった」と打ち明けた。同日、前原のもとに「週刊誌が山尾と倉持との交際疑惑を取材している」との情報が入る。9月5日午前、テレビ東京のニュース番組『Mプラス11』が「前原が幹事長起用を断念した理由は、私生活を巡るスキャンダル」と報道。同日午後の両院議員総会で山尾の幹事長起用案は取り消された。翌9月6日、週刊文春電子版は「倉持は妻が実家で療養中、山尾と週4回逢瀬を重ねている」と報じ、倉持と山尾が不倫関係にあることを明かした。山尾は9月7日、同党に離党届を提出。倉持と山尾は離党記者会見や自身のブログの中で、二人の間に男女関係はないと反論。倉持はあくまで山尾の政策ブレーンであること、仕事の作業や打ち合わせを倉持の自宅で深夜まで行う場合もあったこと、文春掲載のホテルには山尾が一人で宿泊したことなどを説明、結果的に誤解を招く行動を取ってしまい様々な方々に御迷惑をお掛けしたと陳謝した。9月9日、倉持が蓮舫参議院議員の二重国籍問題の担当弁護士であったことが東京スポーツで報道された。
同年10月22日、衆議院議員選挙執行。山尾は無所属で、自民党現職の鈴木淳司を834票差で破り、3期目の当選をした。同年11月7日、倉持が山尾事務所の政策顧問に近く就任すると報じられた。11月27日、倉持が離婚し当時2歳であった長男の親権は倉持に渡った。
2018年3月22日発売の「週刊文春」3月29日号に、倉持の前妻は手記を寄稿した。「彼女は夫婦の寝室にまで上がり込んで、私の全てを奪っていった。事実を認め、その償いをしてもらいたい」と倉持と山尾の不倫を非難した。山尾に対して、慰謝料請求の裁判を起こす準備を進めていると語った。3月22日、倉持が前妻の代理人弁護士に書面で「取材に応じたら子供に会わせない」と伝えた。倉持の前妻は、3月26日放送のフジテレビ系の情報番組にVTR出演。「離婚時の取り決めでは週末に3日間、子どもへの面会が許可されていたが、突然、倉持から拒否された」と明かした。同年5月下旬、山尾はIT会社役員の山尾恭生と離婚した。
2020年9月7日、『リベラルの敵はリベラルにあり』を筑摩書房から刊行、憲法問題においては、「データ基本権の創設や思想良心の自由（19条）、表現の自由（21条）のアップデートが必要」と持論を展開した。改憲派の立場から「憲法改正をタブー視する我が国のリベラルは、そこに踏み込めない。それでいいのだろうか」と述べた。倉持が単著を出版したこの頃から、パートナーの山尾の思想的な保守回帰も加速化する。旧国民民主党と旧立憲民主党は政権奪回を目指し、同年7月から合流協議を再開するが、8月11日に国民民主党代表の玉木雄一郎が合流新党への不参加を表明すると、山尾も追随。8月12日、合流新党不参加を表明した。また、9月1日発売の『正論』10月号に論文「理念欠く政党に政権交代はムリ」を発表。中道リベラル的な施策をとる立憲民主党を強く批判した。11月29日に参議院本会議場で「議会開設百三十年記念式典」が開催された際は、山尾は自身のツイッターに「改めて日本の統治機構の要に天皇が位置することを実感する」「大日本帝国憲法下での帝国議会と日本国憲法下での国会との連続性が意識される」と投稿した。
2021年4月26日、山尾の元夫の山尾恭生が、山尾に対し300万円の損害賠償請求訴訟を起こした。山尾は「弁護士法人Next」の弁護士を訴訟代理人に立てた。二人は離婚に際し、子供の親権を山尾が、監護権を恭生が持つことを公正証書で定めていたが、山尾は子供を恭生に面会させることを拒んだ。恭生が家庭裁判所に面会交流事件として調停を申し立てると、山尾は子供が調査官による聴取を拒んでいるとの理由により、倉持に手続代理人弁護士を依頼し、倉持に子供の聴取を行わせていたことが裁判の記録で明らかとなった。
同年4月27日、週刊文春電子版が配信。山尾の議員パス不適切使用を報じるとともに、倉持の前妻が2020年10月3日に自宅で自殺していたことが明らかにされた。離婚後は実家に戻っていたが、うつ病と診断され、抗うつ剤を処方されており、会社を休職していた。倉持に親権を返して欲しいと頼んだが、叶わなかったという。山尾は2021年6月17日、次期衆院選不出馬を表明した。

## 著書
- 『リベラルの敵はリベラルにあり』筑摩書房〈ちくま新書〉、2020年9月7日
- 『2015年安保 国会の内と外で 民主主義をやり直す』岩波書店、2015年12月22日 奥田愛基・福山哲郎との共著

## 出演
- モーニングCROSS（TOKYO MX）-日替わりコメンテーター
- 情熱報道ライブ「ニューズ・オプエド®」金曜アンカー（NOBORDER NEWS TOKYO）
- 倉持麟太郎の『このクソ素晴らしき世界』- 毎週水曜日20：00よりYouTube配信